# Arabella panamensis
Arabella panamensis är en ringmaskart som beskrevs av Colbath 1989. Arabella panamensis ingår i släktet Arabella och familjen Oenonidae. Inga underarter finns listade i Catalogue of Life.